# Каменка (муниципальный округ Красноуральск)
Каменка  — посёлок в муниципальном округе Красноуральск Свердловской области России.
Ранее посёлок входил в состав Дачного сельсовета города Красноуральска.

## География
Посёлок расположен в 10 км (по автомобильной дороге в 14 км) к западу от города Красноуральска, в верхнем течении реки Каменки — правого притока Туры. Восточнее посёлка проходит Серовский тракт, а в полукилометре к северо-востоку от Каменки на тракте расположена автомобильная развязка с ответвлениями на города Красноуральск и Верхнюю Туру. Посёлок Каменка находится в непосредственной близости от последней.

## Население
| 2002 | 2010 |
| ---- | ---- |
| 3    | ↘0   |